# وب‌اواس
اچ‌پی وب‌اواس (به انگلیسی: HP WebOS) یک سیستم عامل تلفن همراه برپایه هسته لینوکس است. وب اواس در ابتدا توسط شرکت پالم توسعه داده می‌شد و پس از پیوستن آن به هیولت پاکارد توسط این شرکت گسترش می‌یابد. نام رسمی آن بدون W بزرگ به شکل webOS است، اما به هر شکل WebOS بیشتر به کار می‌رود. نسخه‌های مختلفی از این سیستم عامل بر روی تلفن‌های همراه پالم و اچ‌پی به بازار عرضه شده‌است و در حال حاضر بر روی اچ‌پی تاچ‌پد عرضه می‌گردد.
ال جی سال ۲۰۱۳ ناجی این سیستم عامل شد.